# Liste der Mitglieder der National Academy of Sciences/1946
Im Jahr 1946 wählte die National Academy of Sciences der Vereinigten Staaten 31 Personen zu ihren Mitgliedern.

## Neugewählte Mitglieder
- Samuel Allison (1900–1965)
- Rudolph John Anderson (1879–1961)
- Ernest B. Babcock (1877–1954)
- Kenneth T. Bainbridge (1904–1996)
- Elmer Bolton (1886–1968)
- Wilmot Hyde Bradley (1899–1979)
- Perry Byerly (1897–1978)
- Paul R. Cannon (1892–1986)
- Sydney Chapman (1888–1970)
- Milislav Demerec (1895–1966)
- Jesse Douglas (1897–1965)
- Clarence H. Graham (1906–1971)
- Peter Kapitza (1894–1984)
- Morris Kharasch (1895–1957)
- Karl Paul Link (1901–1978)
- Robert F. Loeb (1895–1973)
- Esmond Long (1890–1979)
- Joseph E. Mayer (1904–1983)
- Charles Piggot (1892–1973)
- Marcus Morton Rhoades (1903–1991)
- George Scatchard (1892–1973)
- Tracy Sonneborn (1905–1981)
- Leslie Spier (1893–1961)
- Stanley S. Stevens (1906–1973)
- Chauncey Guy Suits (1905–1991)
- Frederick E. Terman (1900–1982)
- Merle A. Tuve (1901–1982)
- Chester Werkman (1893–1962)
- Frank C. Whitmore (1887–1947)
- Roger J. Williams (1893–1988)
- Wendell P. Woodring (1890–1983)